# ひまわりリアルタイム
ひまわりリアルタイムは、情報通信研究機構が開発した気象衛星データをリアルタイムかつスケーラブルに可視化するWebアプリケーションである。
特に、日本の気象衛星ひまわり8号及び9号のデータでの活用を目的として設計されている。

## 目的
近年、台風や暴風雨、大雪、ゲリラ豪雨などいわゆる異常気象現象により我々の日常生活が深刻な影響を受けることが珍しくない。より詳しい気象情報をいち早く国民に伝えるため、2015年7月7日にひまわり8号衛星の運用が開始された。全球画像を10分毎に、日本域画像を2.5分毎に生成（ひまわり7号は30分毎）しており、生成されるデータ量はひまわり7号の約50倍（1年で150TB）となった。ひまわり8号はこれまでの気象衛星では考えることができなかったビッグデータ気象衛星である。

## 概要
ひまわりリアルタイムは情報通信研究機構が有する高速データ伝送技術と大規模可視化技術を融合し、「今、手のひらの上で見る地球」というコンセプトのもと、気象衛星ビッグデータをリアルタイムに国民に伝える目的で開発された。これにより、スマートフォンなどのモバイル端末で10分前に撮像された地球の姿を「だれもが、いつでも、どこにいても」観ることが可能となった。ひまわりリアルタイムではWebブラウザだけではなくAndroidやiOS用のスマホアプリ（図：ひまわりリアルタイムスマホアプリ）も用意されている。気象予報の現場だけではなく、教育、報道、出版、最近ではシチズンサイエンスでも広く利用されている。日常生活の中で、いつでも宇宙からの地球（日本）の姿を確認できる安心感こそが、ひまわりリアルタイムが目指すところである。

## 国際貢献
気象衛星ビッグデータを必要としているのは日本だけではない。フィリピンや台湾などは毎年大きな台風被害を経験しており、インドネシアやマレーシア、シンガポールなどは森林火災による大気汚染が深刻である。中国は黄砂以外にも近年PM2.5等による健康被害が心配されている。ひまわりリアルタイムWebへのアクセスは2020年度実績で年間320万件程度であるが、約半分は海外からのアクセスである。アジア諸国でのアクセス性向上を目的として、2020年までにはタイ、フィリピンおよび台湾で情報通信研究機構が運用する高速ネットワークJNGの国際回線によるひまわりリアルタイムWebのミラーサイト運用を開始した。